# Сара, высокая и простая женщина
«Сара, высокая и простая женщина» (англ. Sarah, Plain And Tall) — американский телефильм. Экранизация произведения, автор которого — Патриция МакЛахлан.

## Сюжет
Канзас, 1910 год. Джейкоб Уиттинг, фермер-вдовец, воспитывающий двух детей и всё ещё испытывающий печаль от смерти жены несколькими годами ранее, приходит к выводу, что ему необходима помощь. Вдовец даёт в газету объявление о поиске невесты. Школьная учительница Сара из штата Мэн отвечает ему, а вскоре и приезжает на ферму. Сначала всё идёт своим чередом, но вот понемногу женщиной начинает овладевать тоска по дому, и она уже не знает, что делать.

## В ролях
- Гленн Клоуз — Сара
- Кристофер Уокен — Джейкоб
- Лекси Рэндолл — Анна
- Малгожата Зайончковская — Мэгги Грант
- Джеймс Ребхорн — Уильям Уитон

## Награды и номинации
- Две номинации на премию «Золотой глобус»: Лучший мини-сериал или телефильм и Лучшая актриса  в мини-сериале или телефильме[1]
- 8 номинаций на Primetime Emmy Award, победа в категории «Лучший монтаж мини-сериала или телефильма» (Джон Райт)